# Твін-Лейкс (округ Меномен, Міннесота)
Твін-Лейкс (англ. Twin Lakes) — переписна місцевість (CDP) в США, в окрузі Меномен штату Міннесота. Населення — 192 особи (2020).

## Географія
Твін-Лейкс розташований за координатами 47°13′9″ пн. ш. 95°38′44″ зх. д. / 47.21917° пн. ш. 95.64556° зх. д. (47.219099, -95.645445).  За даними Бюро перепису населення США в 2010 році переписна місцевість мала площу 11,07 км², з яких 6,92 км² — суходіл та 4,15 км² — водойми.

## Демографія
Згідно з переписом 2010 року, у переписній місцевості мешкало 149 осіб у 58 домогосподарствах у складі 41 родини. Густота населення становила 13 особи/км².  Було 183 помешкання (17/км²).
Расовий склад населення:
| - 65,8 % — корінних американців - 25,5 % — білих |

До двох чи більше рас належало 8,1 %. Частка іспаномовних становила 0,7 % від усіх жителів.
За віковим діапазоном населення розподілялося таким чином: 22,8 % — особи молодші 18 років, 63,1 % — особи у віці 18—64 років, 14,1 % — особи у віці 65 років та старші. Медіана віку мешканця становила 39,5 року. На 100 осіб жіночої статі у переписній місцевості припадало 106,9 чоловіків;  на 100 жінок у віці від 18 років та старших — 117,0 чоловіків також старших 18 років.
Середній дохід на одне домашнє господарство  становив 66 063 долари США (медіана — 54 250), а середній дохід на одну сім'ю — 76 478 доларів (медіана — 70 313). Медіана доходів становила 62 500 доларів для чоловіків та 36 250 доларів для жінок. За межею бідності перебувало 6,8 % осіб, у тому числі 0,0 % дітей у віці до 18 років та 0,0 % осіб у віці 65 років та старших.
Цивільне працевлаштоване населення становило 61 осіб. Основні галузі зайнятості: освіта, охорона здоров'я та соціальна допомога — 24,6 %, публічна адміністрація — 18,0 %, науковці, спеціалісти, менеджери — 16,4 %.